# Vitorear
Vitorear o dar vivas es una forma de demostrar fidelidad, adhesión, conformidad o agrado, similar a aclamar, ovacionar o aplaudir. Como sustantivo se usa la palabra vítor en plural en este contexto (vítores). Los vivas o vítores componen expresiones convencionales, muchas convertidas en lemas, en tópicos literarios e incluso en títulos de obras literarias y artísticas.
La ceremonia de doctorado en las antiguas universidades españolas (incluidas las de Indias) incluía un vitoreo del nuevo doctor, e incluso la perpetuación de la memoria de ese acontecimiento con una inscripción mural denominada vítor.
La costumbre de dar vivas está muy vinculada con todo tipo de actividades festivas y celebraciones, y con la euforia correspondiente a la comida y bebida de los festines, especialmente con los brindis. Expresiones semejantes aparecen en la antigüedad clásica grecorromana (simposium, epitalamios de las bodas). El poema goliardesco medieval Gaudeamus igitur, muy vinculado al entorno universitario, contiene una retahíla de vivat ("viva" en latín) vitoreando a la academia, a sus profesores y miembros, a las mujeres, etc.

## "Vivas" con carácter político
- Viva el rey (o "Larga vida al rey" o "a la reina")

- El rey ha muerto, viva el rey, expresión ritual en la sucesión monárquica
- Viva Verdi (especialmente en mayúsculas -Viva VERDI-), grito de la unificación italiana, aprovechando la coincidencia entre el apellido del músico y las iniciales V.E.R.D.I. (Vittorio Emmanuelle Re D'Italia -"Víctor Manuel Rey de Italia"-)

- Viva la libertad
- Viva la revolución
- Viva la república
- Viva la Patria
- Sieg Heil y Heil Hitler, lemas nazis traducibles por "Viva la victoria" y "Viva Hitler"
- Diez mil años, expresión para vitorear en idiomas asiáticos

## "Vivas" con carácter político-religioso
- Viva la Virgen
- ¡Viva Cristo Rey!

## "Vivas" en la cultura española. "Arribas", "halas" y "aúpas"
- Viva san Fermín, grito tradicional de los sanfermines, convertido en un tópico literario universal por Ernest Hemingway (Fiesta, 1944).[2]
- Viva el vino o viva el vino y las mujeres[3]
- Viva el lujo y quien lo trujo.[4]
- Viva la madre superiora, expresión de origen conventual y escolar que se ha convertido en un tópico ridiculizador.[5]
- Viva el alcalde, con un carácter tópico similar, que dio título a ¡Viva el alcalde!: Entremés, en prosa, de Antonio López Monís (1924).[6]
- Vivan los novios, expresión tradicional usada en las bodas; y que dio título a ¡Vivan los novios!: sainete relámpago, de Jacinto Guerrero y José Ramos Martín (1925), y a la película ¡Vivan los novios! de Luis García Berlanga y Rafael Azcona (producción de Cesáreo González, 1969).[7]
- Viva mi dueño, expresión tradicional usada en la decoración de objetos y animales y con uso extendido a personas con fines paródicos.[8]
- Viva la madre que te parió, expresión tradicional de máximo encomio[9]
- Viva el Betis manque pierda, expresión de origen deportivo que se ha convertido en un tópico aplicable a cualquier tipo de adhesión incondicional, con razón o sin ella.[10]
- Viva El Rey De España, identificado con el color verde en los monárquicos alfonsinos (por las iniciales del grito).[11]
- Viva España, viva el rey, viva el orden y la ley, en el himno de la Guardia Civil,[12] con paráfrasis que, especialmente durante la dictadura de Franco, evitaban la invocación al rey[13]
- Viva España, utilizado como lema patriótico con distintos matices[14] o de forma alternativa con otros lemas de distinto significado político, como el citado Viva la República,[15] o como el Arriba España, o como los vivas a las regiones con movimientos regionalistas o, en su caso, nacionalistas periféricos:

- Visca Catalunya (Viva Cataluña en catalán), alternativamente se usa como lema independentista Visca Catalunya lliure (Viva Cataluña libre)
- Visca València (Viva Valencia), lema usado en el himno de Valencia
- Gora Euskadi (Viva Euskadi en euskera), alternativamente se usa como lema independentista Gora Euskadi askatuta (Viva Euskadi libre)
- Viva Cartagena, lema usado por la revolución cantonal (1873) y que desde entonces se usa con fines peyorativos

Durante el enfrentamiento entre los absolutistas españoles y los liberales españoles en la primera mitad del siglo XIX se originaron dos lemas en forma de vivas:
- ¡Viva la Pepa!, expresión española y grito de los liberales de Cádiz en defensa de la Constitución de 1812
- Vivan las cadenas, lema acuñado por los absolutistas españoles en 1814

Las expresiones formadas con arriba (como el Arriba España antes citado), así como las formadas con las interjecciones hala y aúpa, se usan de forma similar a los vivas, aunque con un rasgo semántico marcadamente más cercano a contextos políticos o deportivos, según el contexto (Hala Madrid, Aúpa Athletic). En catalán-valenciano se usa de forma equivalente el amunt (Amunt València).

## Otros "vivas"
- ¡Que viva México!, película inacabada de Sergei Eisenstein
- ¡Viva Zapata!, película de Elia Kazan
- Viva María!, película de Louis Malle
- Viva Las Vegas!, canción y musical de Elvis Presley
- Viva la Vida or Death and All His Friends y Viva la vida (canción), de Coldplay
- Viva Zapatero!, documental de Sabina Guzzanti
- Viva el dueño del Santo!, expresión para vitorear a una persona que está cumpliendo años.

## "Mueras", "Abajos", vituperios escatológicos y "Delenda est"

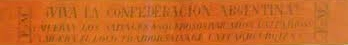
La Divisa Punzó era el lema oficial de los federales en la Guerra Civil Argentina, en la misma se lee: "Viva la Confederación Argentina. Mueran los salvages unitarios"

Las expresiones opuestas a los vivas son los mueras (muera [tal persona o cosa], o muerte a [tal persona o cosa]) o los abajos (abajo [tal persona o cosa], o abajo con [tal persona o cosa] -Abajo la raza espuria de los Borbones, fue uno de los lemas de la revolución de 1868-); pero en el lenguaje popular, coloquial y sobre todo en el vulgar (en el que se usan de forma intercambiable con otros insultos, juramentos o palabrotas) son mucho más frecuentes las expresiones escatológicas: los me cago en [tal persona o cosa], que se emplean como máxima vituperación (especialmente cuando se refieren a tu padre, tu madre, tus muertos, etc. -muy a menudo en combinación con palabras insultantes, especialmente con puta-), y en su caso como blasfemia (cuando se aplican a Dios, a la Virgen, a todos los Santos, a la Hostia, etc.) o como lamento (cuando se aplican a algo propio: mi sombra, mi suerte, la leche que me han dado -o simplemente la leche-, etc.)
El registro culto incluye las expresiones con el latín delenda, paráfrasis del Delenda est Carthago de Catón el Viejo. La más trascendente en el ámbito hispánico fue el Delenda est Monarchia de José Ortega y Gasset (15 de noviembre de 1930).